# Lixophaga latigena
Lixophaga latigena là một loài ruồi trong họ Tachinidae.